# Kaleidoscope Heart
Kaleidoscope Heart è il terzo album di Sara Bareilles pubblicato il 7 settembre 2010 in Nordamerica e l'8 febbraio 2011 in Italia. L'album è stato anticipato dal singolo King of Anything, pubblicato in primavera. Il disco ha ottenuto un grande successo, sia a livello critico che commerciale. L'album è arrivato alla prima posizione negli Stati Uniti vendendo oltre 90 000 copie nella prima settimana e ha raggiunto la numero tredici in Canada. Il secondo singolo estratto dall'album è Uncharted, accompagnato dalla diffusione del video musicale il 2 marzo 2011. Le tracce dell'album sono state tutte scritte interamente dalla stessa Bareilles, eccetto Gonna Get Over You, scritta insieme a Sam Farrar e Carolina, scritta insieme a Javier Dunn, Daniel Rhine e Josh Day.

## Tracce
1. Kaleidoscope Heart – 1:02
2. Uncharted – 3:35
3. Gonna Get Over You – 4:16
4. Hold My Heart – 4:33
5. King of Anything – 3:27
6. Say You're Sorry – 3:41
7. The Light – 4:23
8. Basket Case – 4:12
9. Let the Rain – 3:40
10. Machine Gun – 4:08
11. Not Alone – 3:42
12. Breathe Again – 4:58
13. Bluebird – 4:04
14. Carolina (Traccia bonus pre-order iTunes) – 3:38

Target-exclusive bonus tracks – "Kaleidoscope - EP" (iTunes)
1. Gonna Get Over You (Demo) - 3:43
2. Send Me the Moon - 4:58
3. King of Anything (Strings Version) - 3:37

Bonus Regno Unito e Giappone
1. Carolina – 3:38
2. Love Song (Live from Ocean Studios)